# Macronotops subsexmaculata
Macronotops subsexmaculata är en skalbaggsart som beskrevs av Ma 1992. Macronotops subsexmaculata ingår i släktet Macronotops och familjen Cetoniidae. Inga underarter finns listade i Catalogue of Life.